# Agnelli
Agnelli is een Italiaanse familie. FIAT is opgericht door Giovanni Agnelli.
De familie Agnelli bezit 53% van de holding Exor S.p.A., deze holding heeft belangen in onder andere FCA, Ferrari, CNH Industrial, The Economist Group en Juventus FC.

## De Agnelli's
```
  
Giovanni Agnelli
 (
1866
-
1945
) = Clara Boselli (
1869
-
1946
)
                               |
                               |
                     --------------------
                     |                  |
  Carlo Nasi = Aniceta Agnelli    Edoardo Agnelli (
1892
-
1935
) = Virginia Bourbon Del Monte (
1899
-
1945
)
             |                                                |
             |                                                |
       (5 kinderen)                                           |
                                                              |
                                                              | 
    -----------------------------------------------------------------------------------------------------------------------------
    |                     |                       |              |                |                    |                        |
    |                     |                       |              |                |                    |                        |
  Clara (
1920
-)       
Gianni
 (
1921
-
2003
)    
Susanna
 (1922-2009)        Maria Sole       Cristina          
Umberto Agnelli
(
1934
-
2004
)    Giorgio(
1929
-
1965
)
      =                    =                      =               =                =               =            =           
  Tassillo           Marella Caracciolo        Urbano          Raniero      Brando Brandolini  Antonella       Allegra 
  Furstenberg             |                   Rattazzi         Campello          d'Adda       Bechi Piaggio  Caracciolo
     |                    |                       |               |                 |             |              |
  (3 kinderen)            |               (6 kinderen)      (5 kinderen)        (4 kinderen)      |              |
                          |                                                                       |            ---------------------------   
                          |                                                                       |            |                         | 
                          |                                                               
Giovanni Alberto
    
Andrea Agnelli
 (
1975
-)   Anna(
1977
-)
                          |                                                                  (
1964
-
1997
)              
                         ---------------------------------------------                           =            
                         |                                           |                   Frances Avery Howe                    
  Serge de Phalen= Margherita Agnelli =Alain Elkann              Edoardo Agnelli                  |    
                 |                    |                            (
1954
-
2000
)                    |
                 |                    |                                                   Virginia Asia Agnelli (
1997
-)
           (5 kinderen)        ---------------------------------
                               |               |               |
                               |               |               |
                       
John Jacob Elkann
    
Lapo Elkann
   
Ginevra Elkann

                            (
1976
-)            (
1978
-)         (
1980
-)                                            
                              =                                                         
                        Lavinia Borromeo
```